# کریستین ژان
کریستین ژان (فرانسوی: Christine Jean‎؛ زادهٔ ۱۹۵۷ (۶۷–۶۸ سال)) زیست‌شناس وفعال محیط زیست اهل فرانسه و کسی است که مطبوعات فرانسوی به وی لقب «مادام لوآر» داده‌اند. وی در سال ۱۹۹۲ به دلیل تلاش‌های خود در زمینه جلوگیری از ساختن سد جهت حفاظت از لوآر (رود)، طولانی‌ترین رودخانه فرانسه، جایزه محیط زیست گلدمن را دریافت کرد.

## تحصیلات
کریستین ژان، در رشته زراعت در «دانشکده ملی صنایع زراعی وغذایی»، تحصیلاتش را به پایان رسانید و دارای مدرک کارشناسی ارشد زیست‌محیطی، در حوزه آب‌شناسی از دانشگاه پاول ورلین - متز است.

## فعالیتها
وی پس ازمبارزات موفقیت‌آمیز خود علیه پروژه سد، برروی رودخانه لوآر، فعالیت خود را ادامه داد. به عنوان مثال وی علیه بزرگ شدن خیابان St. - Nazaire دربندر نانت که در مجاورت رودخانه لوآرقراردارد و قرار بود یک نیروگاه هسته ای را در خود جای دهد، مبارزه کرد.